# Rhinelepis aspera
Rhinelepis aspera är en fiskart som beskrevs av Johann Baptist von Spix och Agassiz 1829. Rhinelepis aspera ingår i släktet Rhinelepis och familjen Loricariidae. Inga underarter finns listade i Catalogue of Life.